# 5. oklepni korpus (Kopenska vojska ZDA)
Za druge 5. korpuse glejte 5. korpus.
5. oklepni korpus (izvirno angleško V Armored Corps) je bil oklepni korpus Kopenske vojske Združenih držav Amerike.